# Presidente da África do Sul
O Presidente da África do Sul é o chefe de Estado e de governo da nação sul-africana. O presidente é nomeado pelos membros do Parlamento da África do Sul, sendo, geralmente, o líder do maior partido da nação. Os poderes do presidente são regulamentados pela Constituição e desde a reforma constitucional da era pós-Apartheid, a nação elegeu cinco presidentes: Nelson Mandela, Thabo Mbeki, Kgalema Motlanthe, Jacob Zuma e Cyril Ramaphosa; todos negros. A constituição também determina que o presidente eleito só pode ocupar o cargo por cinco anos, tendo direito a outra candidatura consecutiva, ou seja, um candidato só pode ser presidente da África do Sul por dois mandatos.
A residência oficial e sede do gabinete do Presidente é o Union Buildings, edifício construído no início do século XX, localizado na capital administrativa do país, Pretória.

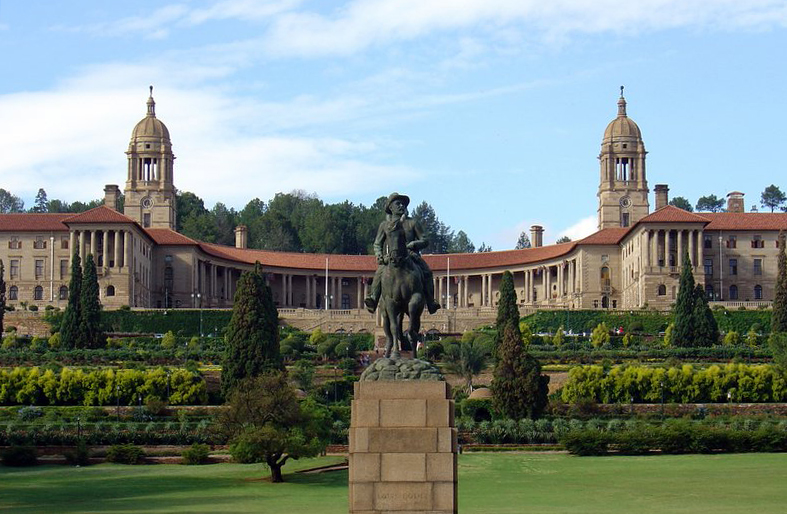
O Union Buildings, sede do gabinete e residência do Presidente.

## Poderes e Funções
Ao presidente são atribuídos os títulos de:
- Chefe-de-estado e Governo da República da África do Sul;
- Líder do Gabinete;
- Comandante-em-Chefe das Forças de Defesa Nacional Sul-Africanas.

O presidente também recebe os tratamentos de Vossa Excelência, Senhor/Senhora Presidente e O Honorável. 

### Funções
De acordo com a Constituição, o presidente sul-africano exerce também funções no Legislativo e em parte do Judiciário. O presidente:
- Nomeia os ministros e membros do Gabinete;
- Concede os Prêmios Nacionais e condecorações do Estado;
- Deve aprovar todas as alterações legislativas;
- Nomeia os Chefes de Justiça;
- Pode declarar guerra ou paz em qualquer parte do território da África do Sul.

## Presidentes da África do Sul
Lista de presidentes da África do Sul que ocuparam o cargo durante ou após a promulgação da atual Constituição Sul-Africana, criada em 1996.
| Nº | Presidente                | Imagem | Início do mandato                             | Fim do mandato                                | Partido |
| -- | ------------------------- | ------ | --------------------------------------------- | --------------------------------------------- | ------- |
| 1  | Nelson Rolihlahla Mandela |        | 10 de maio de 1994                            | 16 de junho de 1999                           | ANC     |
| 2  | Thabo Mvuyelwa Mbeki      |        | 16 de junho de 1999                           | 24 de setembro de 2008                        | ANC     |
| –  | Ivy Matsepe-Casaburri     |        | 25 de setembro de 2008 (atuando por 14 horas) | 25 de setembro de 2008 (atuando por 14 horas) | ANC     |
| 3  | Kgalema Petrus Motlanthe  |        | 25 de setembro de 2008                        | 9 de maio de 2009                             | ANC     |
| 4  | Jacob Gedleyihlekisa Zuma |        | 9 de maio de 2009                             | 14 de fevereiro de 2018                       | ANC     |
| 5  | Matamela Cyril Ramaphosa  |        | 15 de fevereiro de 2018                       | Incumbente                                    | ANC     |

## Vice-presidentes
Durante a Constituição provisória (1994-1996), vigorava um Governo de Unidade Nacional, nos termos do qual um deputado do maior partido da oposição detinha o título de Vice-Presidente. Desde 1996, ocuparam o cargo de vice-presidente da África do Sul:
| Nº | Vice-Presidente        | Imagem | Início do mandato       | Fim do mandato          | Presidente        |
| -- | ---------------------- | ------ | ----------------------- | ----------------------- | ----------------- |
| 1  | F. W. de Klerk         |        | 10 de maio de 1994      | 30 de junho de 1996     | Nelson Mandela    |
| 1  | Thabo Mbeki            |        | 10 de maio de 1994      | 14 de junho de 1999     | Nelson Mandela    |
| 2  | Thabo Mbeki            |        | 10 de maio de 1994      | 14 de junho de 1999     | Nelson Mandela    |
| 3  | Jacob Zuma             |        | 14 de junho de 1999     | 14 de junho de 2005     | Thabo Mbeki       |
| 4  | Phumzile Mlambo-Ngcuka |        | 22 de junho de 2005     | 23 de setembro de 2008  | Thabo Mbeki       |
| 5  | Baleka Mbete           |        | 25 de setembro de 2008  | 9 de setembro de 2009   | Kgalema Motlanthe |
| 6  | Kgalema Motlanthe      |        | 9 de maio de 2009       | 26 de maio de 2014      | Jacob Zuma        |
| 7  | Cyril Ramaphosa        |        | 26 de maio de 2014      | 15 de fevereiro de 2018 | Jacob Zuma        |
| 8  | David Mabuza           |        | 27 de fevereiro de 2018 | Incumbente              | Cyril Ramaphosa   |